# Comunità Montana del Turano
Die Comunità montana del Turano ist eine Vereinigung von insgesamt 11 Gemeinden in der italienischen Provinz Rieti. Sie wurde von den in der Regel recht kleinen Gemeinden, die zumindest teilweise in Bergregionen liegen, gebildet, um die wirtschaftliche Entwicklung der Region zu stärken und die Abwanderung der Bevölkerung aufzuhalten. Weitere Aufgaben sind die Stärkung des Tourismus, des Naturschutzes und die Erhaltung der ländlichen Kultur.
Das Gebiet der Comunità Montana del Turano zählt insgesamt 1.319 Einwohner.
Die Comunità umfasst folgende Gemeinden:
- Ascrea
- Belmonte in Sabina
- Castel di Tora
- Collalto Sabino
- Colle di Tora
- Collegiove
- Longone Sabino
- Nespolo
- Paganico Sabino
- Rocca Sinibalda
- Turania[1]